# Вероника из Десинича
Вероника из Десинича (словен. Veronika Deseniška, Veronika z Desenic, хорв. Veronika Desinićka, 1380 — 17 октября 1425, Ojstrica Castle, Табор) — вторая жена Фридриха II, графа Цельского. Она известна тем, что её свекор, возражавший против её брака с его сыном, подверг Веронику суду по обвинению в колдовстве, но не добился её осуждения, а вместо этого заключил в тюрьму и убил.

## Ранние годы
О её ранней жизни известно немного. Считается, что имя Десенишка происходит от деревни Десинич в Хорватии, где у Фридриха также были обширные поместья, и в различных исторических источниках оно встречается в формах Dessnitz, Dessenitz, Desnicze, Teschnitz, Teschenitz и Dessewitz. Однако более поздние исследования указывают на то, что имя Десенишка происходит от деревни Дишник. 
Возможно, она работала горничной у Елизаветы Франкопанской, первой жены Фридриха II, графа Цельского.

## Брак и преследования
Когда в 1422 году Елизавета Франкопанская внезапно умерла, Фридриха обвинили в том, что тот убил её, чтобы жениться на своей любовнице Веронике, а отец Фридриха Герман II, граф Цельский, обвинил своего сына в прелюбодеянии с Вероникой. 
Фридрих вёл переговоры с Венецианской республикой, чтобы гарантировать защиту ему и Веронике; его переговоры увенчались успехом в 1425 году, и в том же году он женился на Веронике против воли своего отца и императора Сигизмунда. Вероника имела меньший социальный статус, и отец Фридриха Герман II был категорически против этого брака.
Император Сигизмунд посетил Фридриха, по прибытии приказал схватить его и вернуть отцу. Хроники графов Цельских свидетельствуют о том, что он арестовал своего сына и, удерживая его в плену, инициировал судебный процесс против Вероники, обвинив её в том, что она околдовала Фридриха и попыталась убить Германа II с помощью яда. Судебный процесс над «ведьмой» провалился; благодаря хорошей защите она была оправдана судом за недостатком доказательств.
Несмотря на решение суда, свекор Вероники заключил её в замок Ойстрица близ Табора, где она была убита, предположительно по воле Германа II, который, как сообщается, приказал своему рыцарю Йосту фон Хельфенбергу утопить её в ванне 17 октября 1425 года. 
Она была похоронена в Брасловче, а несколько лет спустя Фридрих организовал перезахоронение её останков в картезианском монастыре в Юрклоштере и в память о ней сделал пожертвование монастырю в Бистре. 

## В культуре
Трагическая история любви Вероники и Фридриха, которая также ознаменовала начало конца династии графов Цельских, послужила источником вдохновения для множества литературных произведений. 
Например, Вероника была главной героиней рассказа Ясопины Турнограйской 1851 года «Nedolžnost in sila» («Невинность и сила»; под именем Вероника Десинска), пьесы Йосипа Юрчича 1880 года «Вероника Десенишка», пьесы Отона Жупанчича 1924 года «Вероника Десенишка», пьесы Братко Крефта 1932 года «Celjski Grofje» («Графы Целе»), оперы Данило Швары «Вероника Десенишка» 1946 года, пьесы Франчека Рудольфа 1968 года Celjski grof na žrebcu (Граф Целе на жеребце) и пьесы 1974 года «Вероника», детского романа Душана Чатера «Вероника Десенишка» 1996 года и мюзикла Леона Фиршта «Вероника Десенишка» 2016 года. Она также вдохновила писателей на создание произведений на хорватском, немецком, чешском и итальянском языках.
Поэтическая премия «Вероника» и фестиваль «Вероника» названы в честь Вероники из Десинича. 
Песня Словении на конкурсе песни «Евровидение-2024», исполняемая Raiven, названа в честь Вероники.